# Corinna Kuhnleová
Corinna Kuhnleová (* 4. července 1987 Vídeň) je rakouská vodní slalomářka závodící na kajaku, členka armádního týmu Österreichischer Heeressportverband v četařské hodnosti. Jejím trenérem je Michael Seibert. Je dvojnásobnou mistryní světa v individuálním závodě z let 2010 a 2011, získala také stříbro (2014) a bronz (2005) v závodě hlídek. Na mistrovství Evropy ve vodním slalomu vyhrála individuální závod v roce 2017 a byla druhá v letech 2010 a 2018. Na olympiádě 2012 skončila ve finále na osmém místě, na LOH 2016 byla pátá. V letech 2014 a 2015 vyhrála celkové hodnocení Světového poháru ve vodním slalomu.